# George T. Whitesides
George Thomas Whitesides (Massachusetts, 3 marzo 1974) è un politico e imprenditore statunitense, membro della Camera dei Rappresentanti per lo stato della California dal 2025.
Per oltre un decennio è stato amministratore delegato di Virgin Galactic e in precedenza ha svolto le funzioni di capo dello staff presso la NASA.

## Biografia

### Formazione e carriera

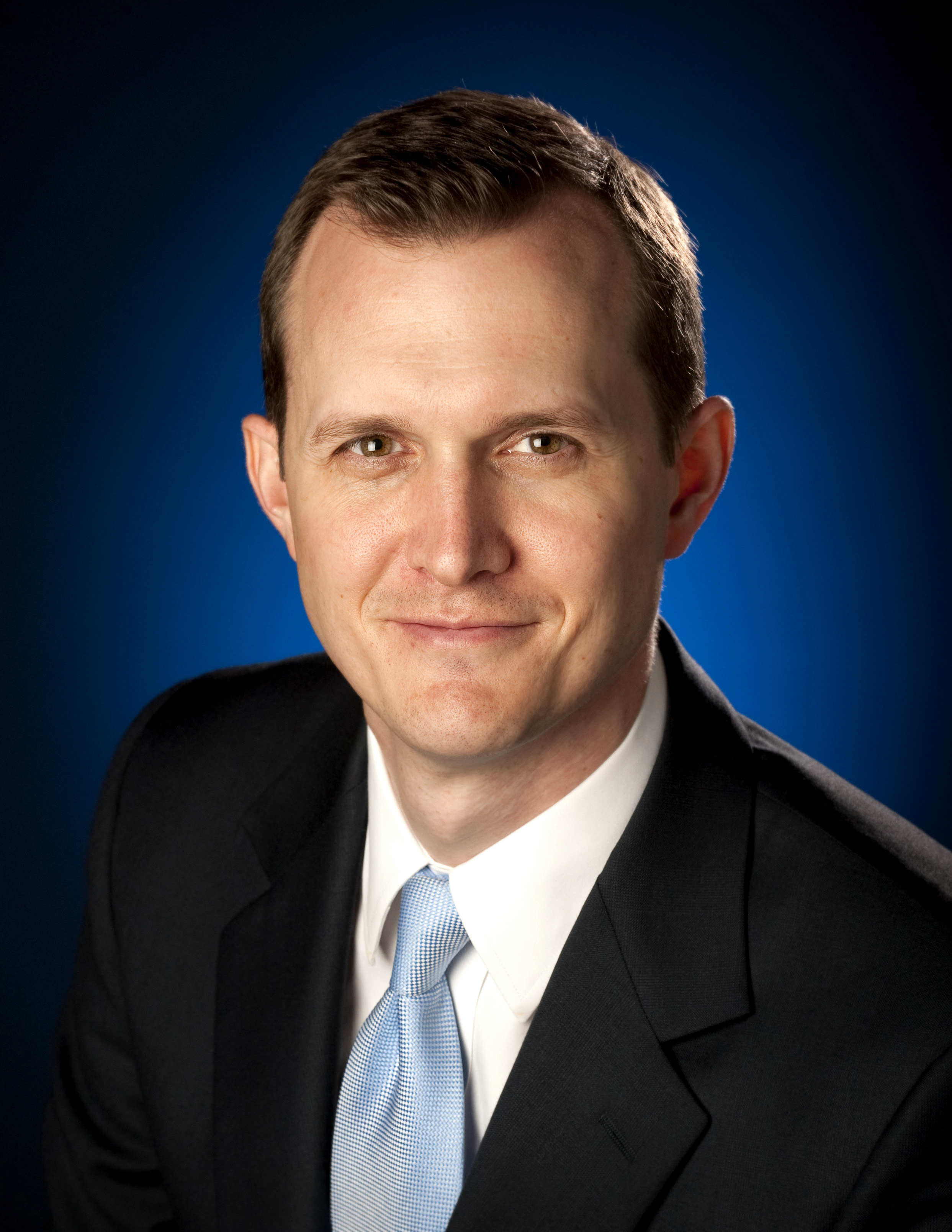
Ritratto ufficiale di George T. Whitesides alla NASA

Figlio del chimico George M. Whitesides, frequentò l'Università di Princeton, laureandosi presso l'allora Woodrow Wilson School of Public and International Affairs nel 1996. Dopo la laurea, prestò servizio per quattro anni nel consiglio di amministrazione di Princeton. Successivamente, conseguì un Master of Philosophy in Geographical Information Systems and Remote Sensing presso il King's College di Cambridge ed è stato anche un borsista del programma Fulbright in Tunisia.
Dal 2004 al 2008, Whitesides fu direttore esecutivo della National Space Society, un gruppo dedicato alla creazione di una civiltà spaziale. Insieme a sua moglie Loretta Hidalgo, creò la Yuri's Night, una celebrazione annuale per ricordare la prima missione spaziale di Jurij Gagarin. Nel 2007, Whitesides venne nominato Senior Advisor di Virgin Galactic, la società di turismo spaziale fondata da Richard Branson.
Lavorò inoltre alla transizione presidenziale di Barack Obama e, dopo il suo insediamento, fu nominato dal presidente capo dello staff della NASA, prestando servizio sotto l'amministratore Charles Bolden fino al 7 maggio 2010. Quando lasciò l'incarico, venne insignito della NASA Distinguished Service Medal, il più alto riconoscimento dell'agenzia aerospaziale.
Terminato il lavoro alla NASA, Whitesides tornò alla Virgin Galactic, dove divenne il primo amministratore delegato nella storia dell'azienda. Nel 2019 annunciò di stare lavorando alla realizzazione del primo volo turistico spaziale. A marzo del 2021, annunciò che avrebbe lasciato Virgin Galactic per lavorare nel servizio pubblico, mantenendo comunque una funzione di consulenza per la società.

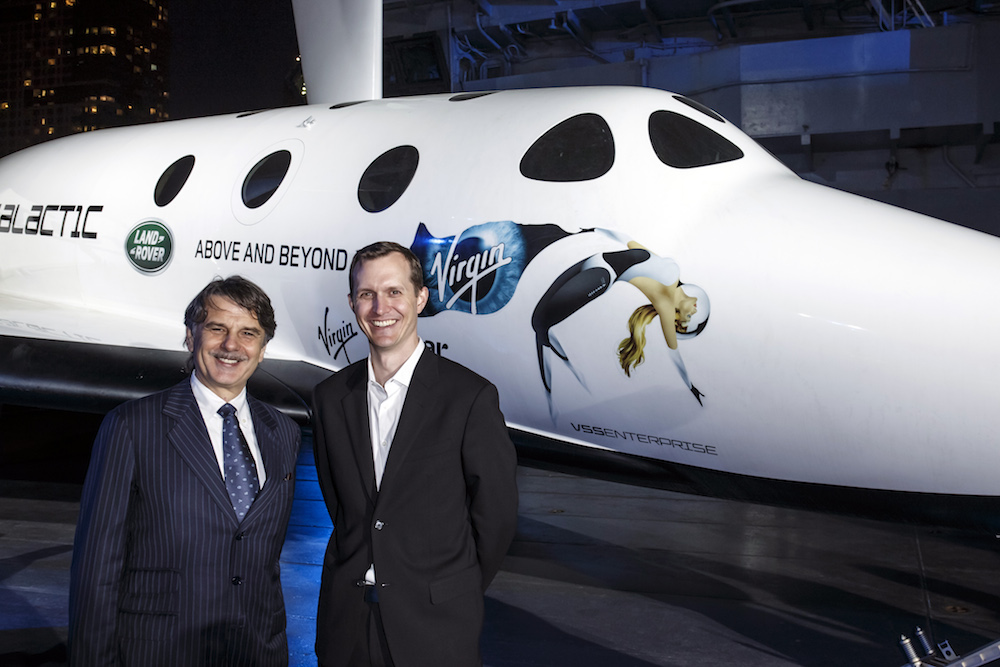
George T. Whitesides nel 2014

Fu inoltre presidente del Reusable Launch Vehicle Working Group del COMSTAC, il comitato consultivo per la Commercial Space Transportation Division della Federal Aviation Administration, nonché membro del consiglio di amministrazione di Astronomers Without Borders e della Space Generation Foundation.
Ha anche lavorato come allenatore per il servizio di volo parabolico della Zero Gravity Corporation. Nel luglio 2021, in qualità di co-fondatore e responsabile del progetto SciAccess Initiative's Mission: AstroAccess, Whitesides aprì alle persone con disabilità la possibilità di partecipare ad un volo parabolico ZERO-G; il primo volo venne effettuato il 15 dicembre 2022, con quattordici persone provenienti da cinque Paesi.

### Vita politica
A febbraio del 2023, Whitesides annunciò la propria candidatura alle elezioni parlamentari del 2024 per il seggio della Camera dei Rappresentanti occupato dal deputato repubblicano Mike Garcia. Whitesides si aggiudicò la nomination del Partito Democratico e affrontò Garcia nelle elezioni generali di novembre, riuscendo a sconfiggerlo con un margine di ottomila voti. La campagna elettorale di Whitesides godette di grossi finanziamenti e lui attaccò il deputato in carica per il sostegno che aveva dato alla proposta di istituire un divieto federale sull'aborto, nonché per il suo voto contrario alla certificazione dei risultati elettorali delle presidenziali del 2020. Una volta eletto, commentò sui social "Al Congresso, potrete contare su di me per lottare per creare migliori posti di lavoro locali, abbassare i costi quotidiani, costruire comunità sicure, proteggere la previdenza sociale e Medicare e proteggere la libertà riproduttiva".